# Jim Boylan
James Owen Boylan, detto Jim (Jersey City, 28 aprile 1955), è un ex cestista e allenatore di pallacanestro statunitense, professionista nella NBA.

## Carriera
È stato selezionato dai Buffalo Braves al quarto giro del Draft NBA 1978 (68ª scelta assoluta).

## Palmarès

### Giocatore
- Campione NCAA (1977)
- Campione WBA (1979)
- All-WBA Second Team (1979)